# Apostolska nunciatura v Estoniji
Apostolska nunciatura v Estoniji je diplomatsko prestavništvo (veleposlaništvo) Svetega sedeža v Estoniji; ustanovljena je bila 6. septembra 1933.
Trenutni apostolski nuncij je Luigi Bonazzi.

## Seznam apostolskih nuncijev
- Antonino Zecchini (25. oktober 1922–1931)
- Antonino Arata (12. julij 1935–25. avgust 1948)
- Justo Mullor García (30. november 1991–2. april 1997)
- Erwin Josef Ender (9. julij 1997–19. maj 2001)
- Peter Stephan Zurbriggen (25. oktober 2001–2009)
- Luigi Bonazzi (14. marec 2009–danes)